# Vibrodiagnostika
Vibrodiagnostika (měření vibrací, vibrační diagnostika) je podobor vibroakustické diagnostiky využívaný pro určování stavu objektu na základě měření a analýzy vibrací. Vibracemi (též kmitání, chvění, oscilace) se rozumí děj, při němž část tělesa nebo celé těleso vykonává periodický pohyb kolem rovnovážné polohy. Analýza vibrací se uplatňuje ve 4 hlavních oborech.
- zkoumání odolnosti objektů proti vibracím,
- strukturální analýza,
- diagnostika a sledování provozního stavu strojů,
- měření vlivu vibrací na člověka.

## Vibrodiagnostika v údržbě
Vibrodiagnostika je užitečným nástrojem moderní proaktivní údržby ve všech provozech, ve kterých se nacházejí stroje s rotačním nebo vratným pohybem. Její hlavní výhodou je možnost určení stavu stroje přímo v provozních podmínkách bez nutnosti demontáže. Pomocí frekvenční analýzy signálu vibrací lze totiž přiřadit jednotlivé složky vibrací přímo k součástem stroje (např. ozubená kola, ložiska, oběžné kolo ventilátoru, hřídele atd.) nebo k provozním příčinám (např. nevývážení rotačních součástí, neustavení hřídelí, elektroporucha atd.). Nevýhodou jsou vysoké nároky na odbornost pracovníků a na znalost příslušných norem ČSN a ISO..

## Způsoby vibrodiagnostiky v údržbě
Aplikace vibrodiagnostiky do plánu údržby je závislá na nutné nebo požadované četnosti měření, která se může odvíjet např. od důležitosti konkrétního soustrojí pro daný provoz a závisí na typu zvolené údržby (reaktivní, preventivní, prediktivní, proaktivní).
Jednorázové měření
Uplatnění převážně v rámci reaktivní údržby, kdy je měření požadováno jako přímý důsledek změny stavu zařízení.
Periodická měření (obchůzky)
Jsou součástí plánu preventivní a prediktivní údržby, kdy se vibrace měří záměrně na stroji i v bezvadném stavu s pravidelným časovým odstupem (týdenním, měsíčním, čtvrtletním apod.) daným důležitostí a typem měřeného zařízení. Na základě sledování a analýzy těchto změn ve spektrech lze účinně a za plného provozu identifikovat vznikající poškození a určit jeho příčinu.
Online měření
Je součástí plánu preventivní a prediktivní údržby, kdy jsou na stroj nebo soustrojí instalovány snímače vibrací a měření je prováděno online systémem kontinuálně, nebo ve velmi krátkých intervalech. Často může být navázán na systém ochrany, kdy při překročení stanovené úrovně vibrací dojde k odstavení stroje a díky diagnostickému systému se může odhalit i příčina odstavení.

## Další aplikace měření vibrací v údržbě
Mimo rámec přímé diagnostiky poškození funkčních součástí stroje je možné analýzu signálu vibrací využít jako nástroj pro další činnosti v rámci údržby zařízení.
Provozní vyvažování
Častou příčinou zvýšené úrovně vibrací rotačních strojů bývá nevývaha rotující časti (např. oběžné kolo ventilátoru, rotor elektromotoru, spojka atd.). Ve frekvenčním spektru vibrací se nevývaha projevuje jako zvýšení amplitudy na otáčkové frekvenci rotující části.
Provozní ustavování
Další častou příčinou zvýšené úrovně vibrací bývá špatné ustavení soustrojí, tj. nesouosost hřídelí. V ideálním případě by osy hřídelí vzájemně spojených strojů měly být součástí jedné přímky. Ve frekvenčním spektru vibrací se nesouosost hřídelí nejčastěji projeví zvýšením amplitud otáčkové frekvence a jejího dvou a trojnásobku (tj. harmonické frekvence). Stejně jako většina geometrických měření, se vlastní provozní ustavování provádí pomocí laseru.
Provozní tvary kmitů
Užitečnou aplikací analýzy vibrací je měření provozních tvarů kmitů. Měřením amplitudy a fáze kmitavého pohybu v jednotlivých bodech soustrojí v závislosti na otáčkách stroje, je možné z naměřených dat určit přesný dynamický model, znázorňující pohyb měřeného objektu v prostoru.

## Historie oboru vibrodiagnostiky
Vibrodiagnostika v technické praxi se vyvíjela v souladu s aktuálními technickými možnostmi a potřebami techniků. Historická praxe potvrzuje takové metody jako přiložení špičky šroubováku na nerotující část soustrojí a poslech soustrojí následným přiložením ucha k rukojeti. Už tato metoda je, byť archaickým, ale reálným základem pro akustická měření vibrací. Jakákoliv diagnostika před nástupem počítačů a výpočetní techniky, byla odkázána na jednotlivce s velkými zkušenostmi v oboru údržby. Taková odbornost byla důsledek často celoživotní praxe a intuice. První přístroje na měření vibrací byly zkonstruovány už kolem roku 1950, ale až po roce 1970 s postupný rozvojem technologií a pokrokem ve zpracování digitálního signálu (tj. použití FFT analýzy) bylo možné přístroje v praxi začít využívat. Nicméně váha takového přístroje tehdy mohla činit i desítky kilogramů a použití bylo omezeno spíše na laboratorní podmínky nebo na účelové měřící stanice (např. pro měření v kritických provozech jako mohou být jaderné elektrárny). Až po roce 1980 s nástupem mikroprocesorů a napájecích článků lze mluvit o zavádění přenosných přístrojů na měření vibrací a tedy i o rozvoji vibrodiagnostiky v technické praxi. Jako ve většině jiných oborů i ve vibrodiagnostice došlo k největšímu technickému rozvoji na základě konkurenčního boje jednotlivých firem. Historicky největší podíl na technickém rozmachu vibrodiagnostiky na evropském trhu měly firmy Brüel & Kjær, Prüftechnik, IRD a později firma SKF.